# Palais présidentiel (Chișinău)
Pour les articles homonymes, voir Palais présidentiel (homonymie).
Le palais présidentiel de Chișinău (en roumain : Clădirea Președinției Republicii Moldova) est la résidence officielle du président de la république de Moldavie, située au 164, avenue Ștefan cel Mare, à Chișinău.

## Histoire
Le bâtiment a été construit entre 1984 et 1987 par Yuri Tumanean, Arkady Zaltman et Viktor Iavorski. Le bâtiment a été construit sur le site d'une église luthérienne allemande datant des années 1830. et a été conçu pour être le nouveau siège du Soviet suprême de la RSS de Moldavie,. La déclaration d'indépendance de la Moldavie du 27 août 1991 a été signée et adoptée au palais par le Soviet suprême. À partir de 2001, le bâtiment est devenu la résidence du président de la Moldavie. Lors des manifestations du 7 avril 2009 contre le président Voronin, le bâtiment est pris assaut et dévasté. À la suite des manifestations, le palais a été fermé.
Dans les premières années de la présidence Dodon, des mesures ont été prises pour rénover le palais avec l'aide du gouvernement turc. Le palais récemment rénové a été inauguré le 17 octobre 2018, en présence du président Dodon et du président turc Recep Tayyip Erdogan.

## Galerie d'images

Palais présidentiel moldave.
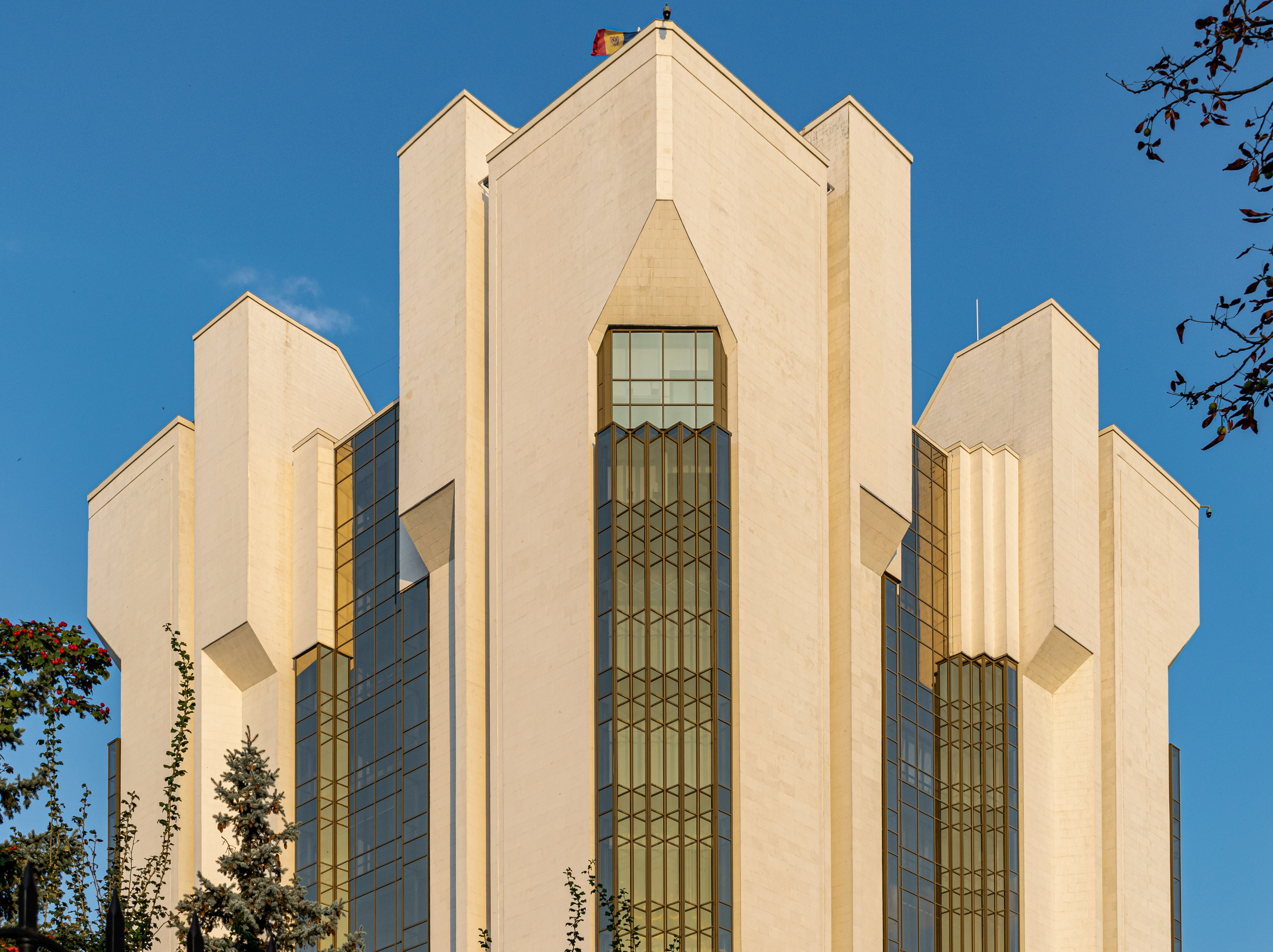
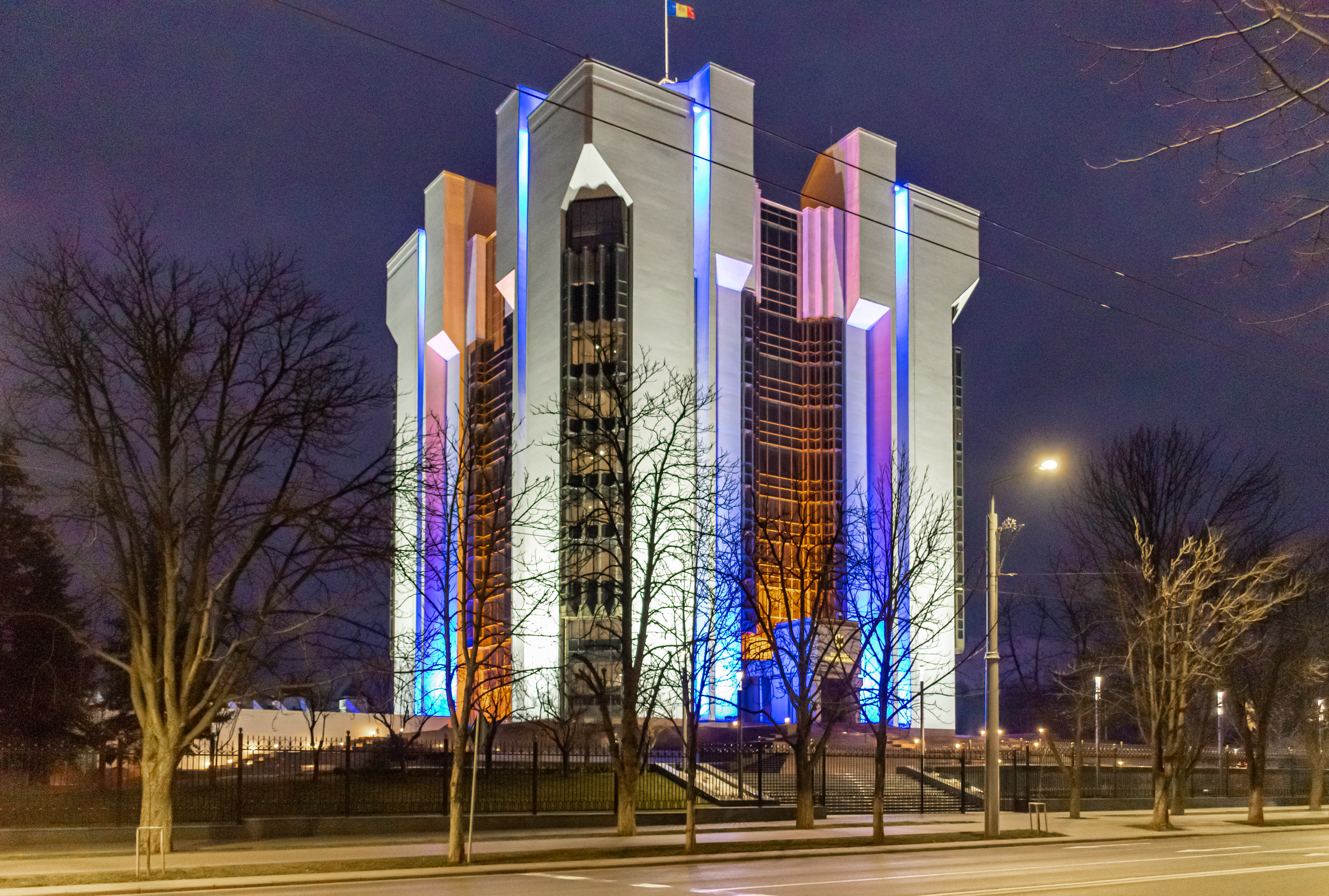
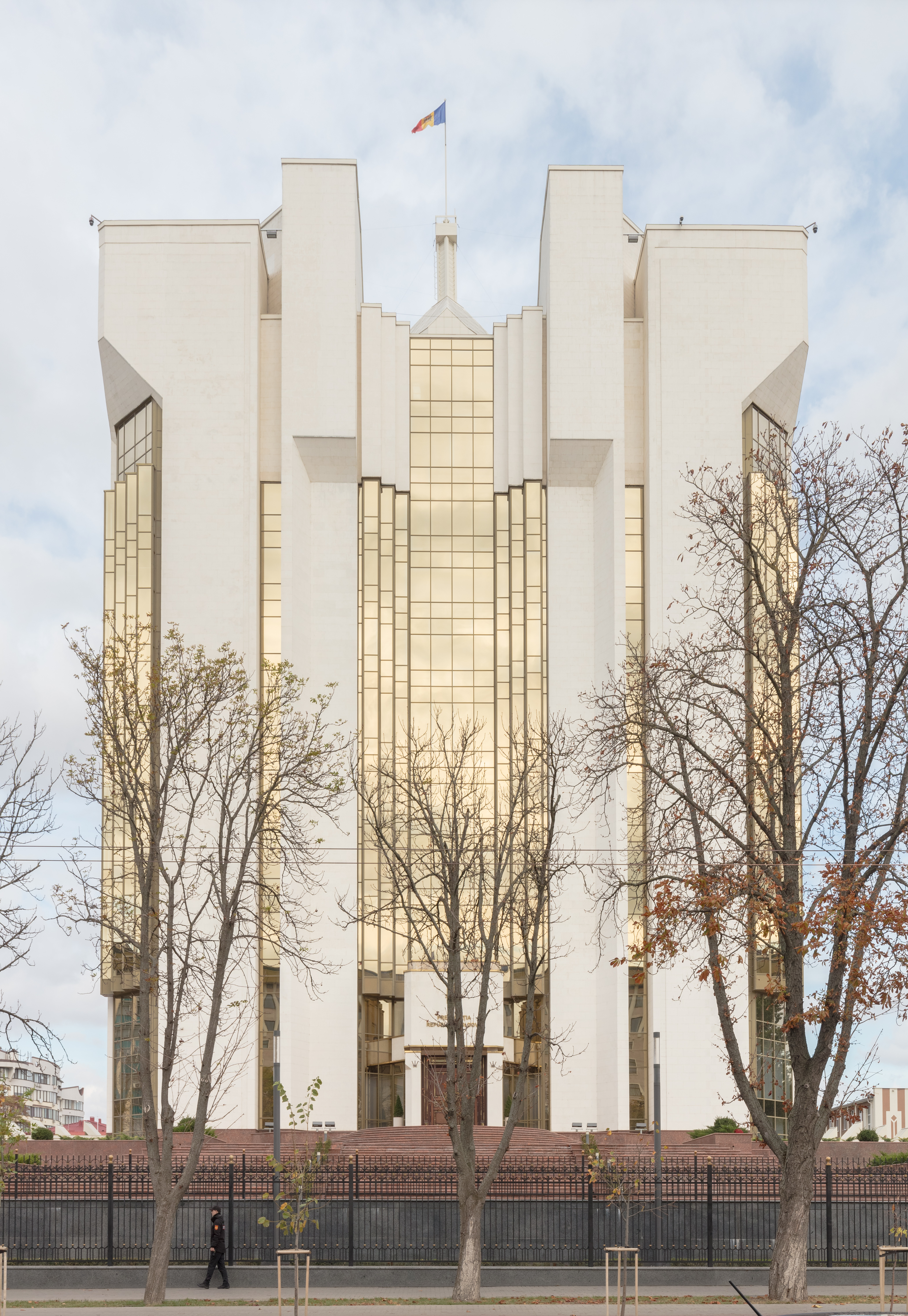
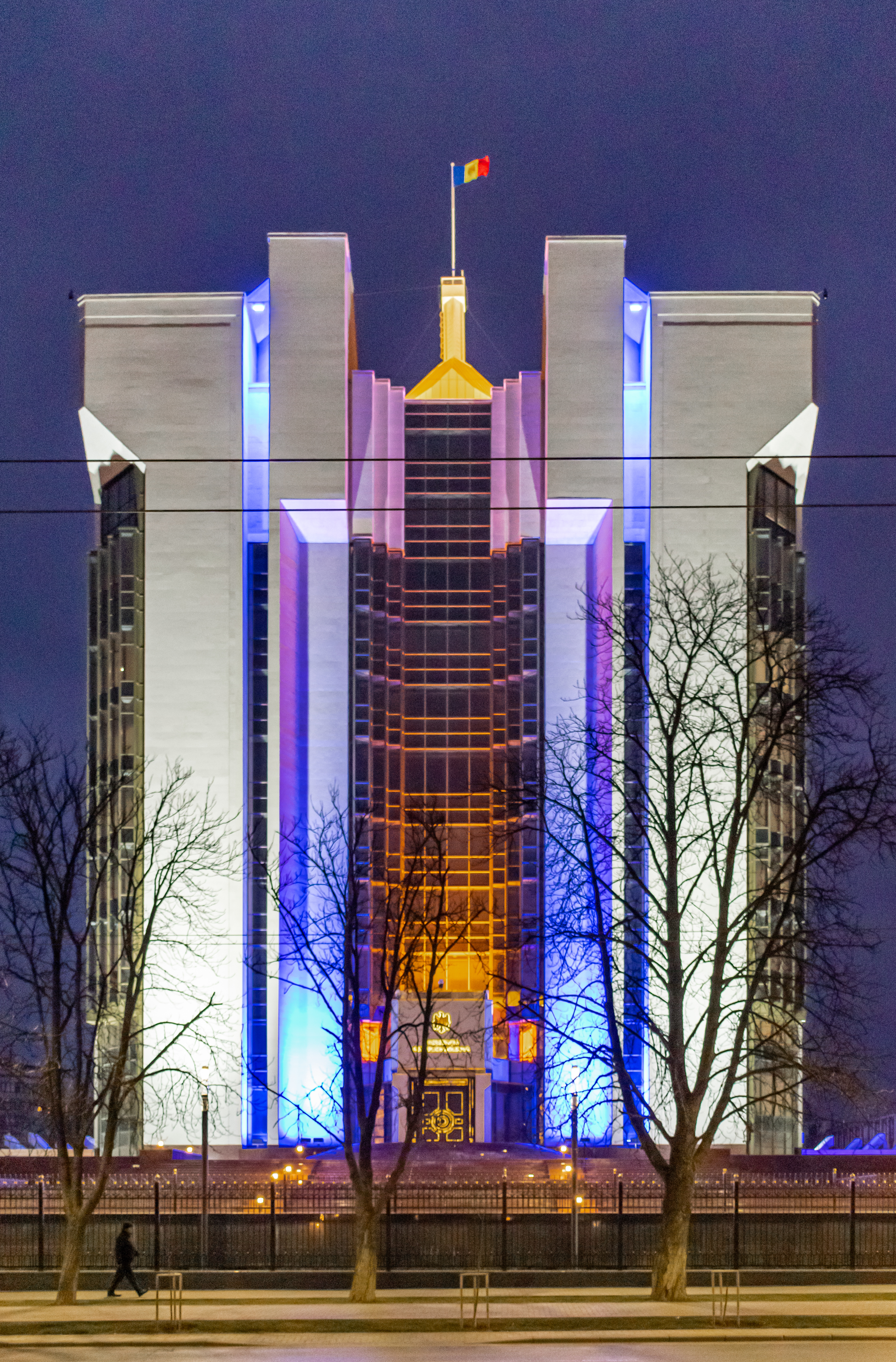

## Sources
- (en) Cet article est partiellement ou en totalité issu de l’article de Wikipédia en anglais intitulé « Presidential Palace, Chișinău » (voir la liste des auteurs).